# Travis Pastrana
Travis Alan Pastrana (ur. 8 października 1983 w Annapolis) – amerykański motocyklista FMX, kierowca rajdowy i wyścigowy.
Jego rodzicami są Robert i Debby Pastrana. Jego wuj Alan Pastrana grał jako rozgrywający w latach 1965-68 w drużynie University of Maryland.
Travis Pastrana rozpoczął swoją karierę sportową od startów we freestyle motocrossie. Czterokrotnie wygrał zawody Red Bull X-Fighters. Podczas X Games wywalczył 9 złotych medali w tej dyscyplinie. Pięciokrotnie triumfował w Gravity Games oraz raz w Dew Tour. Zawsze korzystał z motocykli marki Suzuki zespołu Team Cernic's Suzuki. Podczas wszystkich zawodów startował z numerem 199.
W 2004 roku zadebiutował na rajdowych trasach. Za kierownicą Subaru Imprezy wywalczył cztery tytuły Rally America (2006–2009). Zaliczył także kilka startów w P-WRC, nie odniósł w nich jednak dobrych rezultatów. Podczas rajdowych zmagań na X Games zdobył dwa złote medale, jeden srebrny i jeden brązowy. Po 2011 zrezygnował ze startów w rajdach, by skupić się na NASCAR. Z powodu braku wsparcia sponsorów po sezonie 2013 wycofał się z wyścigów. W latach 2012–2013 startował w Global RallyCross, gdzie za kierownicą Dodge Darta odniósł jedno zwycięstwo. W 2014 powrócił do startów w Rally America.
11 czerwca 2003 roku Pastrana miał poważny wypadek w miejscowości Davidsonville w stanie Maryland. Stracił on panowanie nad swoim Chevroletem Corvette i uderzył w drzewo. W stanie ciężkim, lecz stabilnym został przetransportowany do Prince George’s Hospital Center.

## Kariera

### Początki
W młodości Pastrana trenował kolarstwo górskie. Wygrał nawet zawody U.S. Junior National w kategorii Dual Slalom.
Amerykanin skupił się jednak na startach we Freestyle Motocrossie. Pięciokrotnie wygrał amatorskie zawody Loretta Lynn National Amateur. Dwukrotnie sięgnął także po zwycięstwo w amatorskich zawodach FMX w Kanadzie. W wieku 14 lat został mistrzem świata we freestyle motocrossie. Pierwszy poważny wypadek Amerykanin miał w 1997 roku podczas zawodów FMX Triple Crown w Lake Havasu. Kierowcy nie udało się wykonać 36-metrowego skoku na rampę. W wyniku wypadku doszło do oddzielenia kręgosłupa od miednicy. Przez okres dwóch tygodni przebywał w śpiączce, a przez trzy miesiące jeździł na wózku inwalidzkim. Pastrana miał sześciokrotnie wykonywaną transfuzję krwi.
W 1999 roku Pastrana wygrał pierwsze w historii zawody we Freestyle motocrossie wchodzące w skład X Games. Zdobył także najwyższy wynik w historii tej dyscypliny otrzymując 99 punktów. Rok później Pastrana sięgnął po drugi złoty medal X Games. Próbował także wykonać pierwszego w historii backflipa na motocyklu, ale podczas tej próby złamał nogę. Został również mistrzem A.M.A. 125cc National championship. A.M.A przyznała mu tytuł debiutanta roku. W 2001 roku wygrał 125cc East Coast Supercross Championship, oraz 125cc Rose Creek Invitational. Po raz trzeci wygrał na X Games. Reprezentował także Stany Zjednoczone w zawodach Motocross des Nations. W 2002 roku przeniósł się do kategorii 250 cc. Podczas X Games doznał kontuzji, która wyeliminowała go z walki o zwycięstwo. W 2003 Pastrana wywalczył czwarte złoto. Został także drugim w historii zawodnikiem, który wykonał 360.
W 2003 Pastrana wziął udział w Race of Champions. Reprezentacja Stanów Zjednoczonych wyszła z grupy, lecz odpadła w półfinale po przegranej z drużyną All-Stars. W zawodach indywidualnych Amerykanin odpadł w ćwierćfinale po przegranej z Marcusem Grönholmem.

### 2004
W 2004 roku Pastrana wziął udział w Red Bull X-Fighters w Madrycie, które ukończył na pierwszym miejscu.
Podczas startu na X Games zaliczył poważny upadek, gdy wykonywał 360 będąc 15 metrów nad ziemią. Doznał wstrząsu mózgu, mimo to był w stanie kontynuować swój udział w zawodach. Wywalczył srebrny medal, a zwycięzcą zawodów został Nate Adams. Podczas imprezy wywalczył także brązowy medal w Best Trick, wykonując One-Handed, 360, Superman Seat Grab oraz Indian Air Back flip.

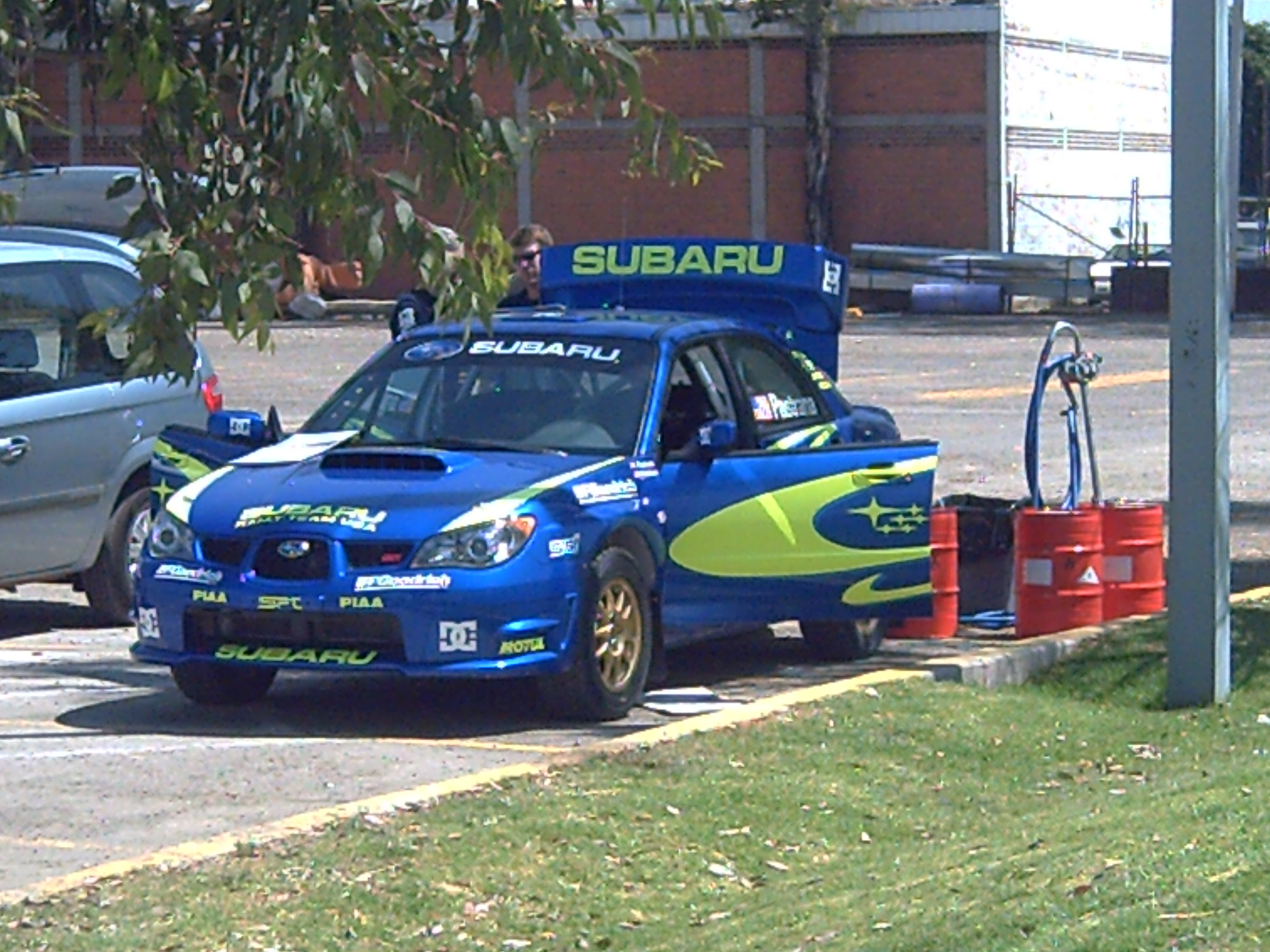
Subaru Impreza Travisa Pastrany

W tym samym roku Amerykanin zadebiutował rajdach za kierownicą Subaru Imprezy przygotowanej przez Vermont SportsCar. Rajd Rim of the World ukończył na czwartej pozycji. Wypadek i rozbity samochód wyeliminował go ze startu w rundzie rozgrywanej na Pikes Peak.

### 2005
Na kolejny sezon zawodnik z Maryland otrzymał Subaru Imprezę WRX STi grupy N na 7 rajdów. Rywalizację rozpoczął od drugiego miejsca w rajdzie Oregon Trail. Zawody wygrał Stig Blomqvist w N-grupowej Subaru Imprezie. W Susquehannock Trail znajdował się na trzeciej pozycji, lecz na szóstym odcinku specjalnym wypadł z trasy i uszkodził układ kierowniczy. Udało mu się dojechać do mety zajmując 14. miejsce w klasyfikacji generalnej rajdu i 7 w klasie. Na Pikes Peak Pastrana był 7 i trzeci w klasie. Podczas Maine Forest Rally Amerykanin rozbił swój samochód i musiał się wycofać z rywalizacji. Rajd Ojibwe Forests Rally ukończył na trzeciej pozycji (drugiej w grupie N). Colorado Cog załoga zakończyła poważnym dachowaniem, z którego jednak wyszła bez szwanku. Ostatni start Amerykanina w sezonie – rajd Lake Superior przyniósł mu drugie miejsce. W klasyfikacji generalnej uplasował się na 6 miejscu, w grupie N zajął czwartą pozycję.
Podczas X Games Pastrana zdobył piąty złoty medal we Frestylee Motocross. Został on także pierwszym człowiekiem, który wykonał Backflip Barspin, ale przy lądowaniu spadł z motocykla.
Na zakończenie sezonu kierowca z Annapolis wziął udział w Race of Champions. W ćwierćfinale reprezentacja USA pokonała Brazylię, lecz w półfinale odpadli po porażce z zespołem Skandynawii. W zawodach indywidualnych Pastrana odpadł już na początku po porażce z Sébastienem Loebem.

### 2006
W 2006 Pastrana został oficjalnym reprezentantem Subaru Rally Team USA, tworząc załogę z Christianem Edströmem. Drugim kierowcą zespołu został Ken Block. Samochód przygotował zespół Vermont SportsCar.
Załoga rozpoczęła sezon od drugiego miejsca w rajdzie Sno*Drift. Podczas 100 Acre Wood kierowca wypadł z drogi i uderzył w pieniek oraz parę drzew. Uszkodzeniu uległ zbiornik paliwa i po następnym OS-ie Pastrana wycofał się z rywalizacji. Kolejne trzy rajdy – Oregon Trail, Susquehannonck Trail i Maine Forest kończył na drugim miejscu. Następny w kalendarzu Ojibwe Forests przyniósł Pastranie pierwsze w karierze zwycięstwo. W Colorado Cog ponownie stanął na najwyższym stopniu podium. Lake Superior ukończył na trzeciej pozycji. W kończącym sezon Wild West Rally odniósł swoje trzecie zwycięstwo. W klasyfikacji generalnej zajął pierwszą pozycję z przewagą 47 punktów nad drugim Blockiem.
Travis Pastrana kontynuował również starty w FMX. Wziął on udział w dwóch imprezach organizowanych w ramach Red Bull X-Fighters. Podczas zawodów w Meksyku był trzeci przegrywając z Matem Rebeaudem oraz Ronnie Rennerem. Drugim startem Amerykanina były zawody w Madrycie, które ukończył na pierwszym miejscu.
Podczas X Games, w konkurencji MotoX Freestyle, Travis Pastrana, jako pierwszy w historii tych zawodów, wykonał podwójnego backflipa. Zapewniło mu to złoty medal. W Best Trick Amerykanin odniósł zwycięstwo zdobywając 98,60 punktów, co jest najlepszym wynikiem w historii dyscypliny na tej imprezie. Pastrana wziął również udział w Rally Car Racing, gdzie prowadził pojedynek o zwycięstwo z Colinem McRae. Szkot utrzymywał dobre tempo, lecz dachował pod koniec finałowego odcinka. Jego Subaru wylądowało na kołach i McRae dojechał do mety, jednak przegrał z Pastraną o 0,52 sekundy. Amerykanin został pierwszym zawodnikiem, który wywalczył trzy złote medale na jednych zawodach X Games.
Pastrana ponownie wystartował w Race of Champions zastępując kontuzjowanego Jimmy’ego Johnsona. Reprezentował on samotnie Stany Zjednoczone, gdyż Scott Speed skarżył się na ból ręki po wypadku na torze Jerez de la Frontera, a ściągnięcie zastępcy nie powiodło się. W ćwierćfinale Pastrana pokonał reprezentantów Niemiec, a w półfinale F1 Racing Scotland. W finale poniósł porażkę z drużyną Finlandii. W rywalizacji indywidualnej pokonał Stéphane'a Peterhansela, lecz w półfinale ponownie wyeliminował go Sébastien Loeb.
14 grudnia ogłoszono, że Travis Pastrana wystartuje w kolejnym sezonie w trzech rundach Rajdowych Mistrzostw Świata w P-WRC. W sezonach 2008 oraz 2009 zaliczy natomiast pełny cykl P-WRC. Samochód ma przygotować Vermont SportsCar.

### 2007
19 lutego 2007 roku Christian Edström ogłosił przerwę w karierze. Pastrana musiał poszukać nowego pilota. Tymczasowo tę funkcję miał pełnić Derek Ringer. Obronę mistrzowskiego tytułu Pastrana rozpoczął od zwycięstwa w Sno*Drift Rally. Drugą rundę sezonu – Rally in the 100 Acre Wood ukończył na drugiej pozycji. Oregon Trail Rally zakończył się dla Amerykanina już po przejechaniu 6 kilometrów, gdy w jego Subaru awarii uległ silnik. Podczas Olympus Rally Pastrana rozbił samochód na 11 odcinku specjalnym i musiał się wycofać z rajdu. W Susquehannock Trail Rally załoga zajęła trzecią pozycję. New England Forest Rally oraz Ojibwe Forests Rally przyniosły ekipie dwa zwycięstwa. Rally Colorado ukończyli na trzecim miejscu, a w kończącym sezon Lake Superior Rally ponownie byli najszybsi. W ciągu sezonu zdobyli 130 punktów, co przyniosło Pastranie drugi tytuł mistrzowski.
Starty w P-WRC Pastrana rozpoczął od Rajd Meksyku. Ukończył go na piątej pozycji w klasie. W Rajdzie Argentyny był dziesiąty, a Rajd Wielkiej Brytanii ukończył na 11 pozycji. Po zakończeniu sezonu Amerykanin zrezygnował ze startów w pełnym cyklu w następnym roku. Zamiast tego zdecydował się wziąć udział w kilku rajdach w Kanadzie i Europie, by poćwiczyć robienie notatek (w Rally America kierowcy otrzymują gotowe notatki).
Travis Pastrana ponownie zawitał na Red Bull X-Fighters. Wygrał on zawody rozgrywane w irlandzkim Slane Castle. Następnie wystartował w Madrycie, gdzie ponownie okazał się najlepszy.

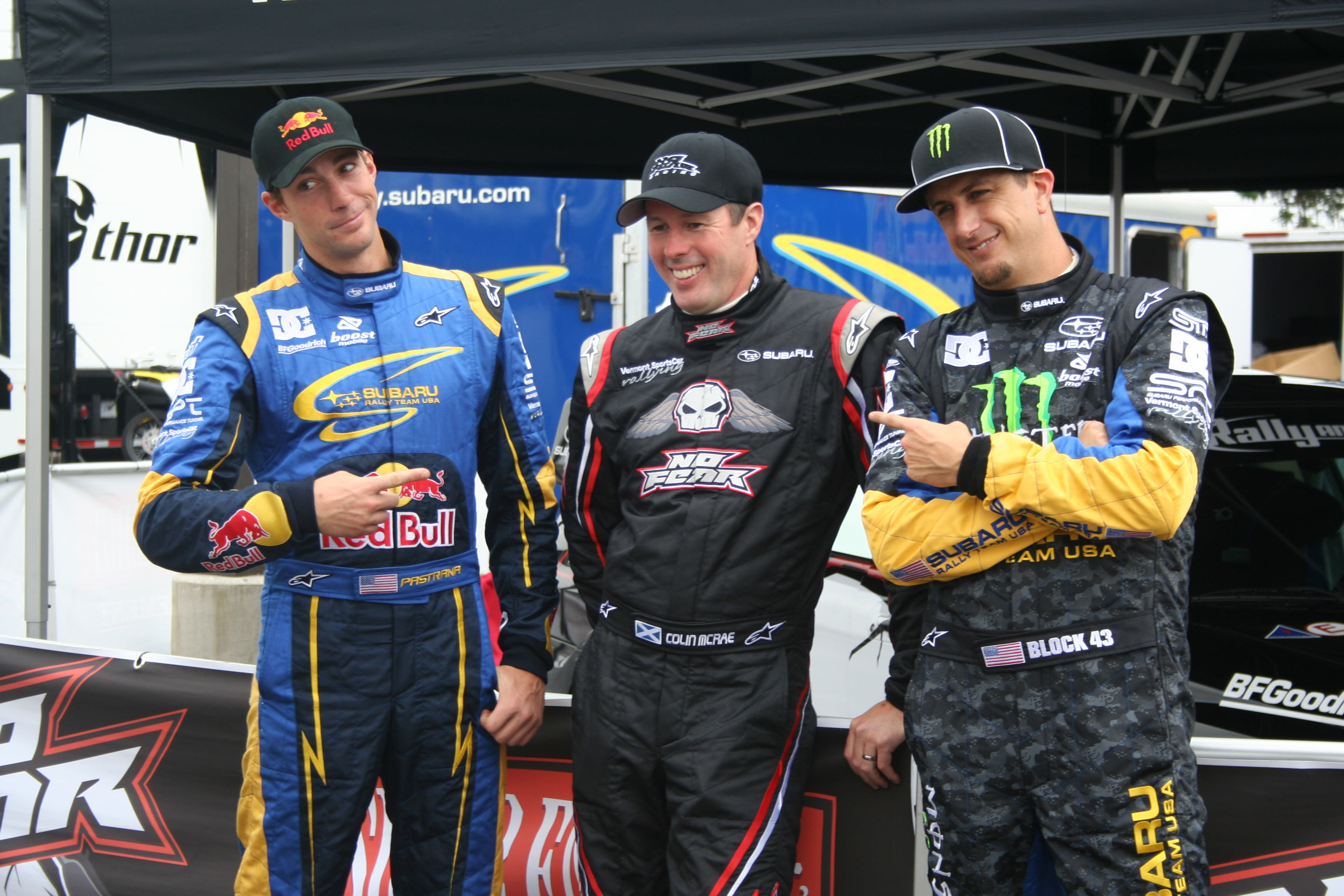
Od lewej: Travis Pastrana, Colin McRae i Ken Block podczas X Games XIII.

Na rajdzie rozgrywanym w ramach X Games zdobył brązowy medal. Mimo wcześniejszej dyskwalifikacji, ostatecznie zachował swoje trzecie miejsce. Wziął także udział w rozgrywanej po raz pierwszy dyscyplinie MotoX Racing, lecz nie udało mu się zakwalifikować do finału.
Podczas kolejnego startu na Race of Champions Pastrana reprezentował Stany Zjednoczone wspólnie z Jimmie Johnsonem. Załoga została jednak wyeliminowana już w ćwierćfinale przez drużynę niemiecką. W zmaganiach indywidualnych Pastrana pokonał Marcusa Grönholma, a w ćwierćfinale pokonał go Mattias Ekström.

### 2008
W kolejnym sezonie Derek Ringer został potwierdzony jako etatowy pilot Travisa Pastrany.
Sezon 2008 Pastrana rozpoczął dość pechowo. Prowadził on w Sno*Drift Rally z dwu minutową przewagą, lecz drugiego dnia rajdu zderzył się z jeleniem i musiał zakończyć dalszą jazdę. Rally in the 100 Acre Wood ukończył na drugiej pozycji. W Olympus Rally ponownie był drugi, natomiast podczas Oregon Trail Rally odniósł pierwsze w sezonie zwycięstwo. Na Susquehannock Trail Rally otrzymał nową Subaru Imprezę N14. Debiut nie był jednak udany, gdyż awaria wahaczy w tylnym zawieszeniu zakończyła udział Amerykanina w rajdzie. W New England Forest Rally załoga Pastrana/Ringer zajęła trzecią pozycję. Kolejne w karierze zwycięstwo odnieśli oni podczas Ojibwe Forests Rally, a w Rally Colorado ponownie byli najszybsi. Dzięki temu załoga wywalczyła tytuł jeszcze przed zakończeniem sezonu. W związku z tym kończący sezon Lake Superior Rally Pastrana potraktował treningowo. Na jego prawym fotel zasiadł John Buffum, 11-krotny mistrz Stanów Zjednoczonych. Załoga ukończyła rajd na trzeciej pozycji.
Pastrana wziął udział w dwóch rundach P-WRC. Rajd Argentyny Amerykanin zakończył już pierwszego dnia dachując i urywając półoś w swoim samochodzie. Kierowca kontynuował rywalizację w systemie Super Rally, lecz trzeciego dnia rajdu dopadła go awaria skrzyni biegów. Pierwszy dzień Rajdu Grecji zakończył się dla Pastrany po trzech odcinkach specjalnych, gdy zawodnik uszkodził zawieszenie w swoim samochodzie. Amerykanin kontynuował rywalizację następnego dnia i zajął ostatecznie 13. miejsce w klasie.

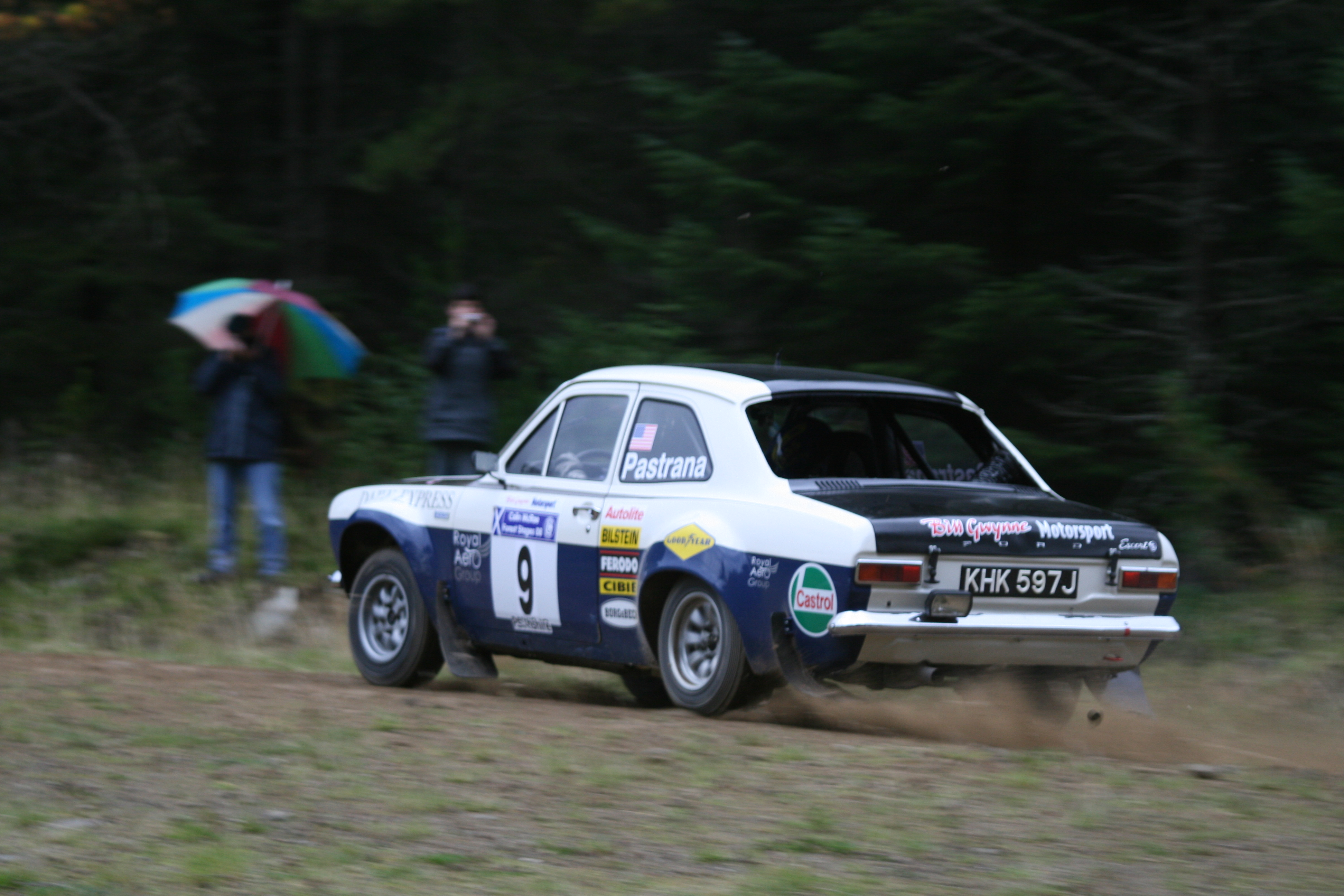
Travis Pastrana za kierownicą Forda Escorta Mk1 podczas Colin McRae Forest Rally.

Pastrana wystartował także w Colin McRae Forest Stages Rally, rundzie Rajdowych Mistrzostw Szkocji. W imprezie upamiętniającej zmarłego w katastrofie śmigłowca Colina McRae Amerykanin poprowadził Forda Escorta RS1600. Na prawym fotelu zasiadł Christian Edström. Załoga ukończyła rajd na 37 pozycji.
W rajdzie X Games Pastrana ponownie wywalczył złoty medal. Amerykanin wystartował także w Speed & Style, nie odnosząc jednak sukcesu w tej konkurencji.

### 2009

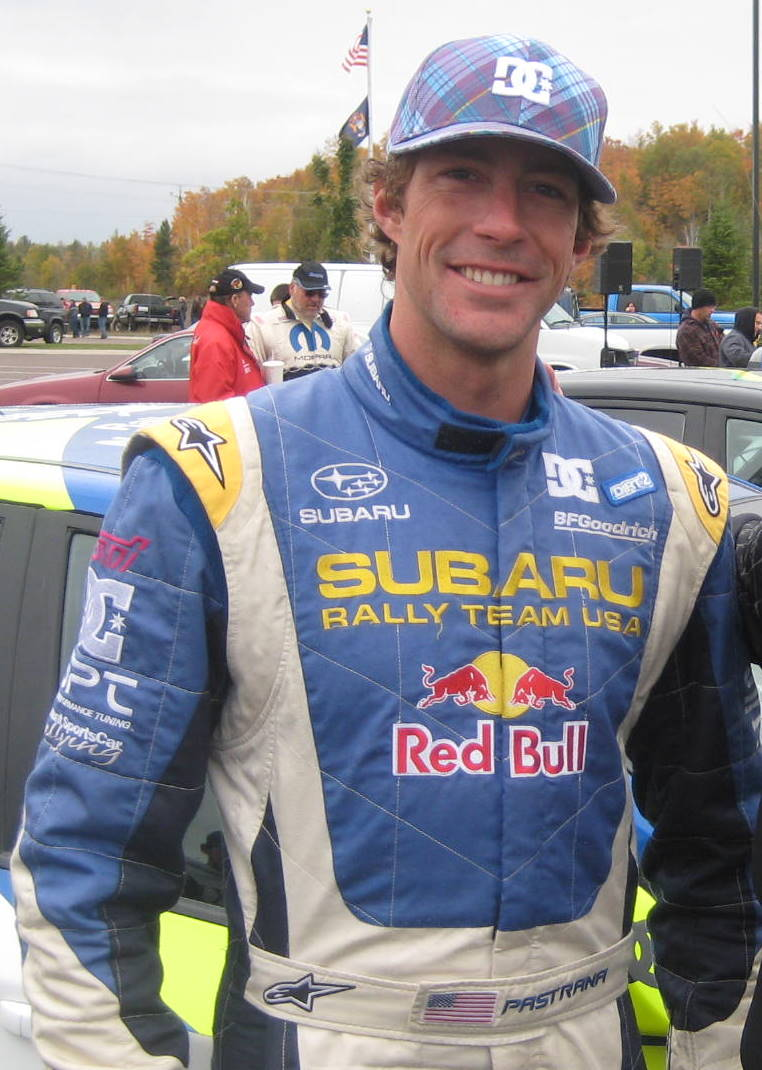
Travis Pastrana, 2009

Walkę o czwarty tytuł mistrzowski Pastrana rozpoczął od zwycięstwa w Sno*Drift National Rally. Rally in the 100 Acre Wood nie ukończył. Potem nastała seria czterech wygranych rajdów (Olympus Rally, Oregon Trail Rally, New England Forest Rally oraz Ojibwe Forests Rally) przerwana jedynie drugim miejscem w Susquehannock Trail Rally. W Rally Colorado nie dojechał do mety, natomiast kończący sezon Lake Superior Rally zakończył szóstym w sezonie zwycięstwem. Pastrana zdobył tytuł z 54 punktami przewagi nad drugim Andim Mancinem. Do dziś jest on jednym z dwóch najbardziej utytułowanych kierowców w historii Rally America. Cztery tytuły mistrzowskie posiada także David Higgins.
Na X Games Pastrana po raz pierwszy od 3 lat wziął udział w konkurencji Moto X Best Trick. Podczas zawodów wykonywał Rodeo 720, lecz upadł w pierwszej próbie, dość mocno obijając się, w wyniku czego lekarze nie pozwolili mu kontynuować zmagań. Amerykanin został sklasyfikowany na czwartym miejscu. W rajdzie Pastrana zdobył srebro, przegrywając z debiutującym Kennym Bräckiem. 8 listopada podczas kręcenia swojego programu Nitro Circus – Country Fried Pastranie udało się wykonać Rodeo 720 i bezpiecznie wylądować.
Po raz kolejny wziął także udział w Race of Champions. Drużyna USA wyszła z grupy pokonując Francję i Skandynawię, lecz w półfinale przegrała z Niemcami. Podczas wyścigów indywidualnych Pastrana przegrał z Mickiem Doohanem oraz Mattiasem Ekströmem, a podczas rywalizacji z Andym Prialuxem wypadł z toru. W związku z tym Amerykanin nie wyszedł z grupy.
Na zakończenie roku, podczas sylwestrowej imprezy w Long Beach Amerykanin pobił rekord skoku w dal samochodem należący do tej pory do Kena Blocka. Pastrana rozpędził swoje Subaru na Pine Street Pier, wjechał na rampę i przeleciał 81 metrów, po czym wylądował na barce zacumowanej na wodach Rainbow Harbor.

### 2010
W 2010 Pastrana planował wziąć udział w czterech rundach Rally America. Na cztery dni przed otwierającym sezon Sno*Drift miał wypadek motocyklowy, w którym złamał lewy obojczyk. Mimo to zdołał wystartować w rajdzie, który ukończył na pierwszej pozycji. Kolejnym startem Amerykanina był Rally in the 100 Acre Wood. Podczas drugiego dnia rywalizacji, gdy Pastrana znajdował się na drugiej pozycji, w samochodzie złamał się wahacz, co zakończyło jego dalszą jazdę. Podczas Olympus Rally odniósł drugie w sezonie zwycięstwo. Natomiast w New England Forest Rally pewnie zmierzał po zwycięstwo, lecz wyciek oleju zatrzymał go na trasie. Zdobyte w tym czasie 46 punktów pozwoliło mu zająć trzecią pozycję na koniec sezonu.
Travis Pastrana zadebiutował także w rallycrossie. Kalendarz US Rallycross Championship składał się z trzech pokazowych rund rozgrywanych na New Jersey Motorsports Park. Podczas pierwszej rundy w finale A uderzył w opony i spowodował przerwanie wyścigu. Został z niego wykluczony, ale dzięki wstawiennictwu pozostałych uczestników finału pozwolono mu kontynuować rywalizację z ostatniego pola startowego. Amerykanin przebijał się do przodu i zawody ukończył na drugim miejscu. Podczas drugiej rundy Pastrana ponownie awansował do finału, lecz błoto, które oblepiło chłodnicę, doprowadziło do przegrzania silnika i kierowca musiał się wycofać z dalszej rywalizacji. Ostatnie zawody z cyklu Pastrana ukończył na czwartym miejscu, tracąc 0,18 sekundy to trzeciego Tannera Fousta.
Na X Games Pastrana wywalczył złoty medal w konkurencji Moto X Freestyle wykonując, jako pierwszy, podwójnego backflipa. Zwyciężył również w Moto X Speed & Style. Podczas zawodów Rally Car Racing dopadły go problemy z samochodem, zabierając mu szansę na zwycięstwo oraz start w nowej dyscyplinie, Super Rally.
We wrześniu 2010 roku Pastrana ustanowił nowy rekord wjazdu samochodem na Górę Waszyngtona. Za kierownicą Subaru WRX STi ustanowił czas 6.20,47. W czerwcu 2011 ten czas pobił David Higgins za kierownicą takiego samego samochodu. Na szczycie góry znalazł się już po 6 minutach i 11,54 sekundy.
Udział reprezentacji Stanów Zjednoczonych w Race of Champions, którą tworzyli Travis Pastrana i Carl Edwards, zakończył się już w fazie grupowej. Podczas zmagań indywidualnych rozgrywanych następnego dnia Pastrana nie wyszedł z grupy przegrywając pojedynki z Mickiem Doohanem, Andym Prialuxem i Tomem Kristensenem.

### 2011
W 2011 roku Pastrana rozpoczął starty w NASCAR. Jego pierwszym wyścigiem był Toyota All-Star Showdown, który ukończył na 6 miejscu. Amerykanin wraz z Garym Bechtelem oraz Michaelem Waltripem utworzyli zespół Pastrana-Waltrip Racing. Pastrana zaliczył w zespole trzy wyścigi K&N Pro Series East. Podczas swojego debiutu, który miał miejsce na torze Richmond International Raceway zajął 33. miejsce. Zawody w Iowa oraz Loudon ukończył na 22 pozycji. Pastrana zjawił się także na starcie wyścigu K&N Pro Series w Phoenix, w którym był 25.
Na czas trwania X Games XVII Pastrana zaplanował „Pastranathon”. Kierowca miał wziąć udział w Best Trick oraz Moto X Freestyle, następnie udać się na tor Lucas Oil Raceway, gdzie zadebiutowałby w NASCAR Nationwide Series, a potem wrócić do Los Angeles, by wystartować w rallycrossie. Plany pokrzyżował wypadek podczas zawodów Best Trick. Amerykanin upadł, wykonując Rodeo 720 i złamał kostkę prawej nogi oraz kość śródstopia. W związku z kontuzją musiał zrezygnować ze startu w NASCAR. Udało mu się jednak wystartować w rallycrossie. Jego zespół zamontował przy kierownicy urządzenie umożliwiające ręczne sterowanie gazem. Pastrana wygrał kwalifikacje, a w wyścigu zmierzał po brązowy medal, lecz wypadł z toru i ostatecznie minął linię mety jako czwarty.
Amerykanin wystartował także w 100 Acre Wood Rally. Kierowca dachował na odcinku County Line i musiał wycofać się z dalszej rywalizacji.
Udział Stanów Zjednoczonych w Race of Champions ponownie zakończył się z fazie grupowej. W zawodach indywidualnych Pastrana nie awansował do ćwierćfinałów, pokonując jedynie portugalskiego kierowcę, Filipe Albuquerque, który wypadł z toru.

### 2012
Na początku sezonu Pastrana wziął udział w 24 godzinnym wyścigu na Daytonie w zespole AF Waltrip. W Ferari 458 razem z Pastraną jechali Rui Águas, Rob Kauffman oraz Michael Waltrip. Ukończyli oni wyścig na 35. pozycji, 22. w kategorii GT.

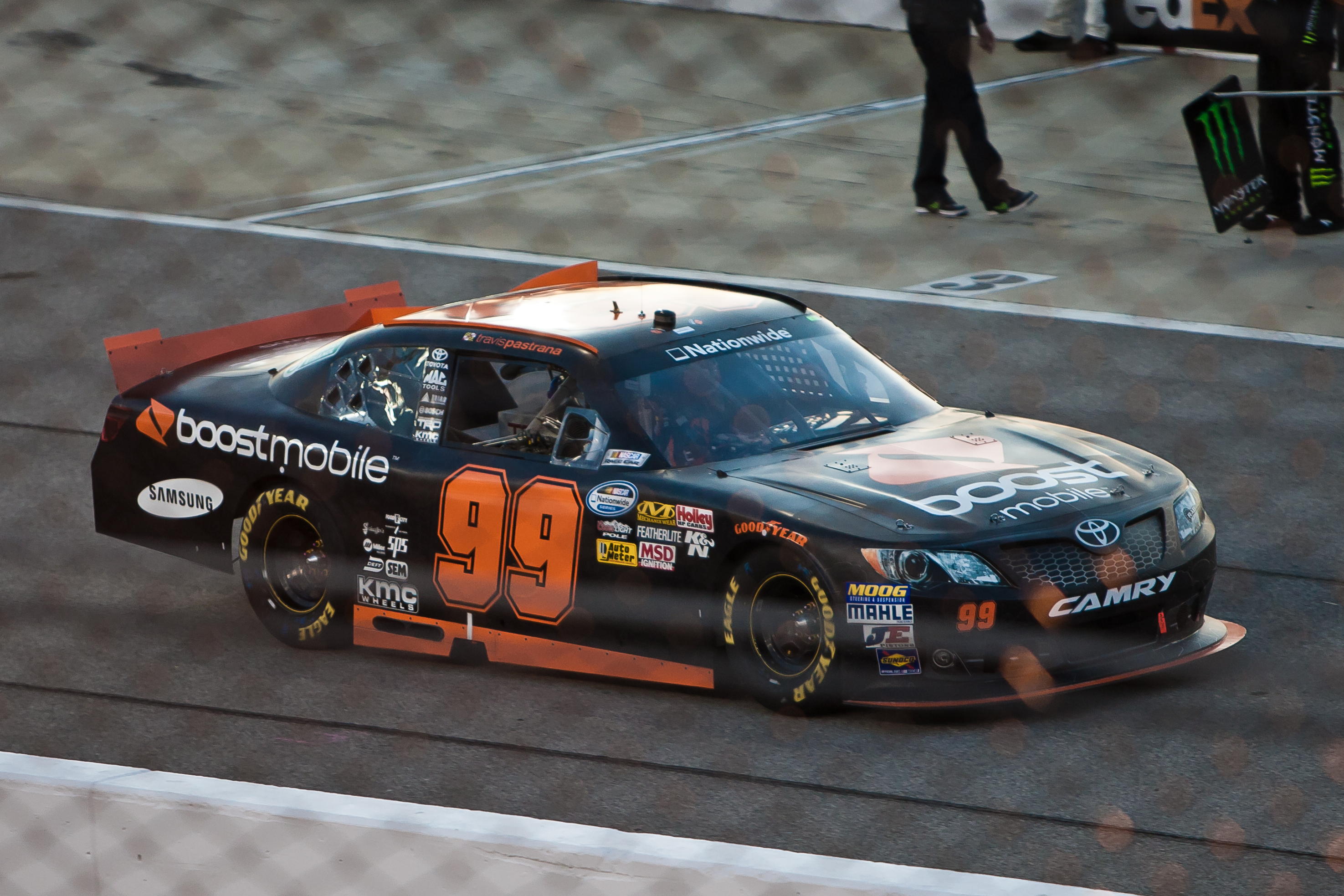
Pastrana podczas wyścigu Nationwide Series Richmond International Raceway w 2012 roku

Amerykanin kontynuował swoje starty w NASCAR. Wziął udział w ośmiu wyścigach serii Pro Series East. Cztery z nich ukończył w czołowej dziesiątce, a jego najlepszym wynikiem było czwarte miejsce w Iowa. Pastrana zaliczył także 9 startów w Nationwide Series. Jego pierwszym wyścigiem w tej serii był Richmond 250, który ukończył na 22 pozycji. Po ośmiu startach w Toyocie zespołu RAB Racing, Amerykanin przesiadł się do Forda ekipy Roush Fenway Racing, którym pojechał w Richmond. Jego najlepszym wynikiem w sezonie było 13. miejsce wywalczone na torze Indianapolis Motor Speedway. W klasyfikacji generalnej zajął 33. miejsce.
Amerykanin wziął również udział w wyścigu serii NASCAR Camping World Truck Series w Las Vegas. Po starcie z 17 pozycji zawody ukończył na 15 miejscu.
Travis Pastrana założył w 2012 roku zespół Pastrana 199 Racing, który startował w Global RallyCross. Korzystał on z samochodów Dodge Dart. Samochody przygotowywał Olsbergs MSE. Pastrana wystartował w 5 z 6 rozegranych rund. Poza nim w zespole jeździli Filipe Albuquerque (runda 2) i Bryce Menzies (runda 3 i 6).
Podczas otwierających sezon zawodów na Charlotte Motor Speedway Pastrana wygrał wyścig półfinałowy. W finale zaliczył kolizję z Toomasem Heikkinenem, wpadł na ścianę i uszkodził zawieszenie, kończąc swój udział w rywalizacji. Druga runda rozegrana na Texas Motor Speedway była jeszcze mniej udana. W wyścigu półfinałowym Pastrana był trzeci, co nie dawało mu awansu do finału. Natomiast w wyścigu ostatniej szansy obrócił swój samochód, tracąc szanse na awans.
Kolejną eliminacją w kalendarzu GRC była runda w Los Angeles wchodząca w skład X Games. Pastrana zaprosił na nią wówczas ośmiokrotnego rajdowego mistrza świata, Sébastiana Loeba. Francuz przyjął wyzwanie. Amerykanin nie zmierzył się jednak z Loebem. W wyścigu półfinałowym jadący za Pastraną Andy Scott nie wyhamował przed pierwszym zakrętem, uderzył w tył samochodu Pastrany i wepchnął go na bandę, eliminując kierowcę Dodge'a z dalszej walki. Loeb natomiast bez problemu awansował do finału, by następnie sięgnąć po złoto.
Na New Hampshire Motor Speedway Pastrana wygrał półfinał i awansował do finału, w którym wykorzystał błąd Tannera Fousta w nawrocie i odniósł swoje jedyne w tej serii zwycięstwo. Ostatnim startem Amerykanina w sezonie była runda na Las Vegas Motor Speedway. Podczas finału, na trzecim okrążeniu samochód uległ awarii i Pastrana musiał się wycofać kończąc zawody na 10 miejscu. W klasyfikacji generalnej zdobył 39 punktów, co dało mu 10 pozycję.

### 2013

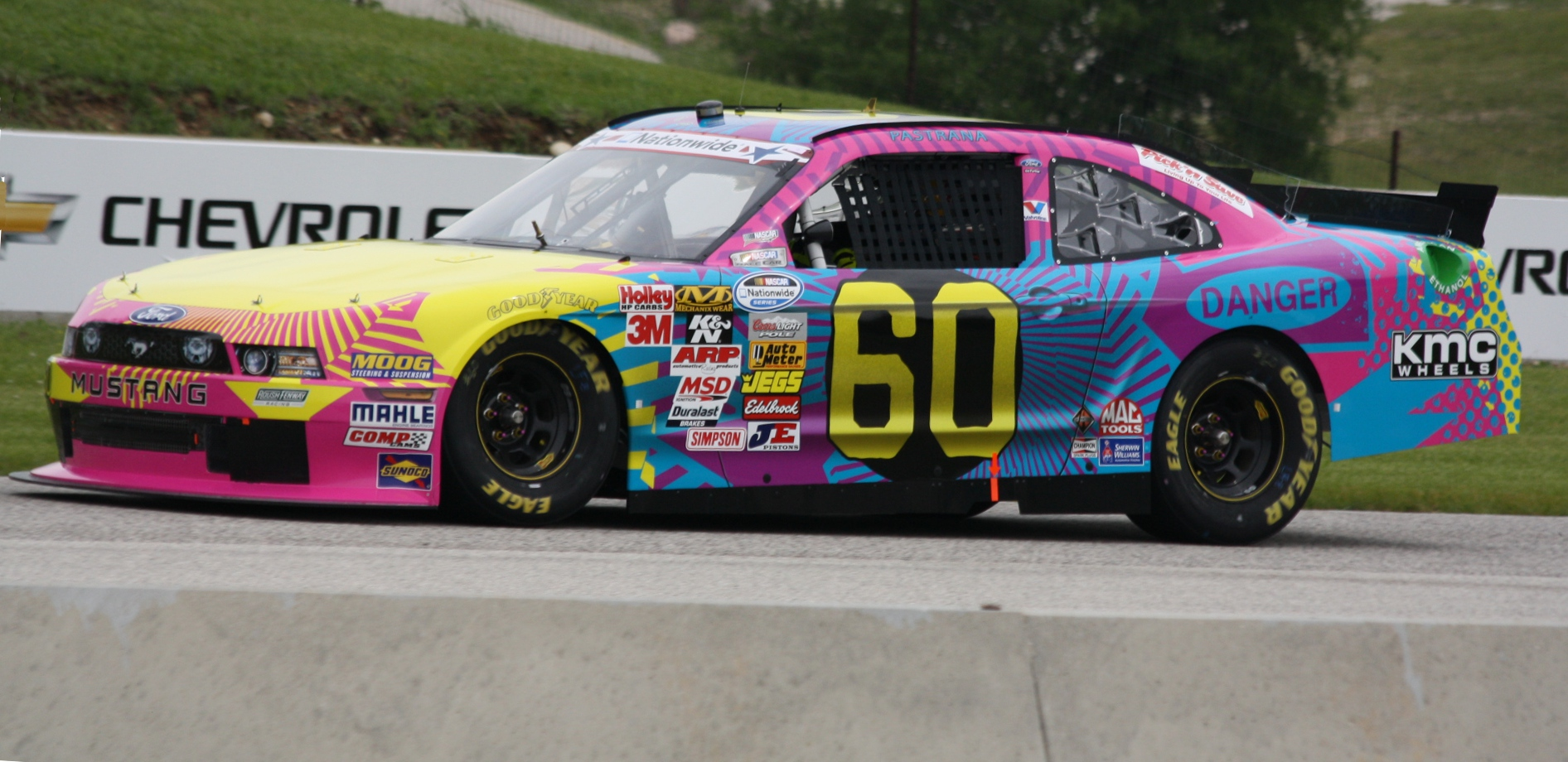
Travis Pastrana w Fordzie Mustangu serii Nationwide Series

W listopadzie 2012 roku zespół Roush Fenway Racing podpisał kontrakt z Pastraną na pełny sezon startów w Nationwide Series w 2013 roku. W trakcie sezonu Amerykanin czterokrotnie kończył wyścigi w czołowej dziesiątce, a jego najlepszym wynikiem była dziewiąta pozycja wywalczona na torze Richmond International Raceway. W kwalifikacjach na torze Talladega Superspeedway wywalczył pierwsze w swojej karierze pole position. Wyścigu jednak nie ukończył z powodu rozbicia swojego samochodu. Sezon zakończył na 14 pozycji w klasyfikacji generalnej. 11 listopada 2013 Pastrana napisał na swoim profilu na Facebooku, że wraz z końcem sezonu wycofuje się z NASCAR. Powodem tej decyzji jest brak zaangażowania sponsorów, rozczarowanie wynikami oraz chęć spędzenia większej ilości czasu z rodziną. Amerykanin nie wykluczył jednak okazjonalnych startów w Camping World Truck Series oraz w Daytonie 500.
Kalendarz startów Pastrany w GRC obejmował pięć rund. Jego kolegą zespołowym został Bryce Menzies, który zaliczył pełny sezon. Podczas rundy w Foz do Iguaçu Pastrana awansował do finału, w którym odpadł z rywalizacji w zamieszaniu na starcie i został sklasyfikowany na 8 miejscu. Na New Hampshire Motor Speedway Amerykanin jechał po piąte miejsce, lecz z powodu przebitej opony wyprzedziło go dwóch rywali. Zawody rozgrywane w ramach X Games Pastrana zakończył na piątym miejscu. Rundę na Charlotte Motor Speedway zakończył w finale po kolizji na pierwszym okrążeniu i został sklasyfikowany na 9 pozycji. W kończących sezon zawodach w Las Vegas zajął trzecie miejsce. W klasyfikacji generalnej zdobył 56 i dającą mu 10 pozycję.

### 2014
W 2014 roku Pastrana powrócił do startów w Rally America w barwach Subaru Rally Team USA. Podczas swoich dotychczasowych czterech startów (100 Acre Wood, Oregon Trail, Mt. Washington Hillclimb oraz New England Forest Rally) czterokrotnie zajął drugie miejsce. Najbliżej zwycięstwa był w Oregonie, lecz przebite dwie opony na przedostatnim odcinku uniemożliwiły zawodnikowi obronienie swojej pozycji przed Davidem Higginsem.
Reprezentując ten sam zespół, Pastrana wystartował w drugiej rundzie GRC wchodzącej w skład X Games. Amerykanin awansował do półfinału, lecz zajął w nim niedające awansu do finału czwarte miejsce.

## Pastrana 199/Nitro Circus Monster Truck
Travis Pastrana sponsoruje Monster Trucka należącego do Live Nation/FELD Motorsports. Początkowo kierowcą samochodu był Paul Cohen, następnie Chad Tingler, Courtney Jolly, a obecnie jest nim Cam McQueen. 18 października 2006 roku Pastrana zadebiutował w Monster Truckach podczas zawodów Monster Jam. Amerykanin próbował także takim pojazdem wykonać backflipa w swoim programie Nitro Circus. Próba nie powiodła się, lecz kierowca uniknął obrażeń. W latach 2008–2009 maszynę prowadził przyjaciel Pastrany, Cam McQueen. W 2009 został zaproszony na World Finals. Pastrana również wziął udział w zawodach w konkurencji freestyle. Zajął on piątą pozycję remisując z dwoma innymi kierowcami. 27 lutego 2010 roku w Jacksonville na Florydzie Camowi McQueenowi udało się wykonać backflipa podczas zawodów w konkurencji freestyle.

## Życie prywatne
4 czerwca 2011 podczas koncertu organizowanego przez Nitro Circus Pastrana poznał Lyn-Z Adams Hawkins. 29 października tego samego roku wzięli ślub. Mają córkę, Addy Pastranę.

## Kontuzje
Pastrana w trakcie swojej kariery odnosił liczne kontuzje. Doznał on przemieszczenia kręgosłupa, złamania kości piszczelowej oraz strzałkowej, dwukrotnie przeszedł operację lewego nadgarstka, raz lewego kciuka, dwa razy pleców, raz prawego łokcia, dziewięciokrotnie operowano mu prawe kolano, sześciokrotnie lewe oraz jeden raz bark.

## Inne
- Amerykanin w trakcie swojej kariery był wielokrotnie nagradzany. Przyznano mu m.in. Horizon Award dla najlepszego motocyklisty amatora, Motocross Rider of the Year, a także ESPN Action Sport & Music Awards.
- w 2007 roku ESPN Books opublikowało biografię The Big Jump: The Tao of Travis Pastrana. Autorami książki byli Alyssa Roenigk oraz Travis Pastrana.
- W 2008 roku telewizja ESPN nakręciła dokument o Pastranie pod tytułem 199 Lives: The Travis Pastrana Story.
- Amerykanin udzielił głosów grze komputerowej Colin McRae: DiRT.
- Samochód Pastrany możemy ujrzeć w grze Colin McRae: DiRT 2.
- Jego nazwisko znajduje się również w wydanej w 2004 roku grze MTX Mototrax.
- Travis Pastrana posiada udziały w firmie odzieżowej Ethika produkującej ubrania dla sportowców.
- 26 września 2007 roku Pastrana wykonał nad Arecibo w Portoryko skok bez spadochronu. Amerykanin spotkał się w powietrzu z drugim skoczkiem, przyłączył się do niego uprzężą, po czym obydwaj bezpiecznie wylądowali.
- 27 lutego 2008 roku Asociación de Motociclismo de Puerto Rico przyznało kierowcy licencję swojego kraju. Było to możliwe, gdyż ojciec Travisa Pastrany, Robert jest obywatelem Portoryko. Po tym, jak Unión Latinoamericana de Motociclismo zaakceptowała tę decyzję, nic już nie stało na przeszkodzenie de debiutu Pastrany pod flagą Portoryko. Stało się to 15 marca 2008 roku. Podczas zawodów zakwalifikował się do finału, gdzie zajął trzecie miejsce, przegrywając z pochodzącym z Kostaryki Roberto Castro, oraz Meksykaninem, Erickiem Vallejo.
- Pastrana prowadzi własny serial telewizyjny Nitro Circus. Jego premiera miała miejsce 8 lutego 2009 roku w telewizji MTV, która jest producentem wykonawczym[52]. W 2012 powstał pełnometrażowy Nitro Circus: Film[53]. Poza tym w ramach Nitro Circus organizowane są imprezy na całym świecie. W 2013 roku Pastrana ze swoją ekipą pojawił się na Stadionie Narodowym w Warszawie[54].

## Starty

### Rally America
| 2005 | Subaru Impreza WRX STi | SN*    | ORE 2  | SUS 14 | PIK 6  | MAI NU | OJI 3  | COL NU | LSU 2  |       | 61  | 4  |
| 2006 | Subaru Impreza WRX STi | SN* 2  | 1AC NU | ORE 2  | SUS 2  | MAI 2  | OJI 1  | COL 1  | LSU 3  | WWR 1 | 137 | 1  |
| 2007 | Subaru Impreza WRX STi | SN* 1  | 1AC 2  | ORE NU | OLY NU | SUS 3  | NEN 1  | OJI 1  | COL 3  | LSU 1 | 130 | 1  |
| 2008 | Subaru Impreza WRX STi | SN* NU | 1AC 2  | OLY 2  | ORE 1  | SUS NU | NEN 3  | OJI 3  | COL 1  | LSU 3 | 130 | 1  |
| 2009 | Subaru Impreza WRX STi | SN* 1  | 1AC NU | OLY 1  | ORE 1  | SUS 2  | NEN 1  | OJI 1  | COL NU | LSU 1 | 151 | 1  |
| 2010 | Subaru Impreza WRX STi | SN* 1  | 1AC NU | OLY 1  | ORE    | SUS    | NEN NU |        |        |       | 45  | 3  |
| 2014 | Subaru Impreza WRX STi | SN*    | 1AC 2  | ORE 2  | SUS    | MWA 2  | NEN 2  | OJI    | LSU    |       | 45  | 3* |

* Sezon w trakcie.

### NASCAR

#### Nationwide Series
| 2012 | RAB Racing          | 99 | Toyota | DAY    | PHO    | LVS    | BRI    | CAL    | TEX    | RCH 22 | TAL    | DAR 17 | IOW 26 | CLT 24 | DOV    | MCH    | ROA    | KEN    | DAY    | NHA 31 | CHI 17 | IND 13 | IOW    | GLN    | CGV    | BRI    | ATL 26 |        |        |        |        |        |        |        |        |        | 204 | 33 |
| 2012 | Roush Fenway Racing | 60 | Ford   |        |        |        |        |        |        |        |        |        |        |        |        |        |        |        |        |        |        |        |        |        |        |        |        | RCH 17 | CHI    | KEN    | DOV    | CLT    | KAN    | TEX    | PHO    | HOM    | 204 | 33 |
| 2013 | Roush Fenway Racing | 60 | Ford   | DAY 10 | PHO 28 | LVS 10 | BRI 16 | CAL 13 | TEX 33 | RCH 9  | TAL 36 | DAR 28 | CLT 33 | DOV 15 | IOW 32 | MCH 15 | ROA 16 | KEN 15 | DAY 34 | NHA 16 | CHI 18 | IND 10 | IOW 27 | GLN 15 | MOH 31 | BRI 13 | ATL 17 | RCH 20 | CHI 27 | KEN 34 | DOV 22 | KAN 14 | CLT 24 | TEX 31 | PHO 21 | HOM 18 | 751 | 14 |

#### Camping World Truck Series
| 2012 | ThorSport Racing | 98 | Toyota | DAY | MAR | CAR | KAN | CLT | DOV | TEX | KEN | IOW | CHI | POC | MCH | BRI | ATL | IOW | KEN | LVS 15 | TAL | MAR | TEX | PHO | HOM | 0 | 92 |

### Rolex 24 At Daytona
| 2012 | GT | 56 | AF Waltrip | Ferrari 458 | Travis Pastrana Rui Águas Rob Kauffman Michael Waltrip | 645 | 35 | 22 |

### Global RallyCross
| 2012 | Pastrana Racing       | Dodge Dart             | CHA 8 | TEX 15 | LA 16 | NH 1 | LVS 10 | LVC  |     |       |       |    | 39 | 10 |
| 2013 | Pastrana Racing       | Dodge Dart             | FOZ 7 | MON1   | MON2  | NH 7 | BRI    | LA 5 | ATL | CHA 9 | LVV 3 |    | 56 | 10 |
| 2014 | Subaru Rally Team USA | Subaru Impreza WRX STi | BAR   | AUS 7  | WAS   | NJO  | CHA    | DAY  | LA1 | LA2   | SEA   | LV | 15 | 0* |

* – Sezon w trakcie.